# Aparallactus nigriceps
Espèce
Synonymes
- Uriechis nigriceps Peters, 1854

Aparallactus nigriceps est une espèce de serpents de la famille des Lamprophiidae. 

## Répartition
Cette espèce est endémique du sud-est du Mozambique. Elle se rencontre dans les environs d'Inhambane.

## Description
C'est un serpent venimeux.

## Publication originale
- Peters, 1854 : Diagnosen neuer Batrachier, welche zusammen mit der früher (24. Juli und 17. August) gegebenen Übersicht der Schlangen und Eidechsen mitgetheilt werden. Bericht über die zur Bekanntmachung geeigneten Verhandlungen der Königlich preussischen Akademie der Wissenschaften zu Berlin, vol. 1854, p. 614-628 (texte intégral).